# Marian Engel-díj
A Marian Engel-díj (Marian Engel Award) egy kanadai irodalmi díj, melyet minden évben átad a Writers' Trust of Canada (Kanadai Írók Alapítványa) Marian Engel kanadai író emlékére. Az irodalmi elismerést mindig egy kanadai írónő kapja pályaművéért, amely mellé még egy 10 000 kanadai dolláros pénzdíj is jár.
2003-ban az alapítvány létrehozott egy hasonló díjat férfi írók számára, melyet Timothy Findley-díjnak kereszteltek.

## Díjazottak
| - 1986 Alice Munro - 1987 Audrey Thomas - 1988 Edna Alford - 1989 Merna Summers - 1990 Carol Shields - 1991 Joan Clark - 1992 Joan Barfoot - 1993 Sandra Birdsell - 1994 Jane Urquhart - 1995 Bonnie Burnard - 1996 Barbara Gowdy | - 1997 Katherine Govier - 1998 Sharon Butala - 1999 Janice Kulyk Keefer - 2000 Anita Rau Badami - 2001 Elizabeth Hay - 2002 Terry Griggs - 2003 Elisabeth Harvor - 2004 Dianne Warren - 2005 Gayla Reid - 2006 Caroline Adderson - 2007 Diane Schoemperlen |

## Lásd még
- Irodalmi díjak listája

## Külső hivatkozás
- Marian Engel-díj hivatalos oldala.